# Xã Auburn, Quận Clark, Illinois
Xã Auburn (tiếng Anh: Auburn Township) là một xã thuộc quận Clark, tiểu bang Illinois, Hoa Kỳ. Năm 2010, dân số của xã này là 242 người.